# Битва при Хаппхо
Битва при Хаппхо (кор. 合浦海戰, 합포 해전, яп. 合浦の戦い, «Бій у Сполученій бухті»; 17 червня 1592) — морський бій, що відбувся між японським і корейським флотом у бухті Хаппхо корейського острова Коджо в ході Імджинської війни. Друга битва першої кампанії Лі Сунсіна.

## Короткі відомості
Після перемоги у битві при Окпхо 16 червня 1592 року, з'єднана ескадра флотів провінцій Чолла і Кьонсан під командуванням Лі Сунсіна і Вон Гюна отримала відомості, що у сусідній бухті Хаппхо перебувають 5 великих японських кораблів.
Вночі 17 червня корейський флот зненацька атакував судна противника, відкривши по ним артилерійський вогонь. Усі 5 японських кораблів були потоплені.
Битва при Хаппхо була другою перемогою корейських збройних сил у Імджинській війні.